# 月性

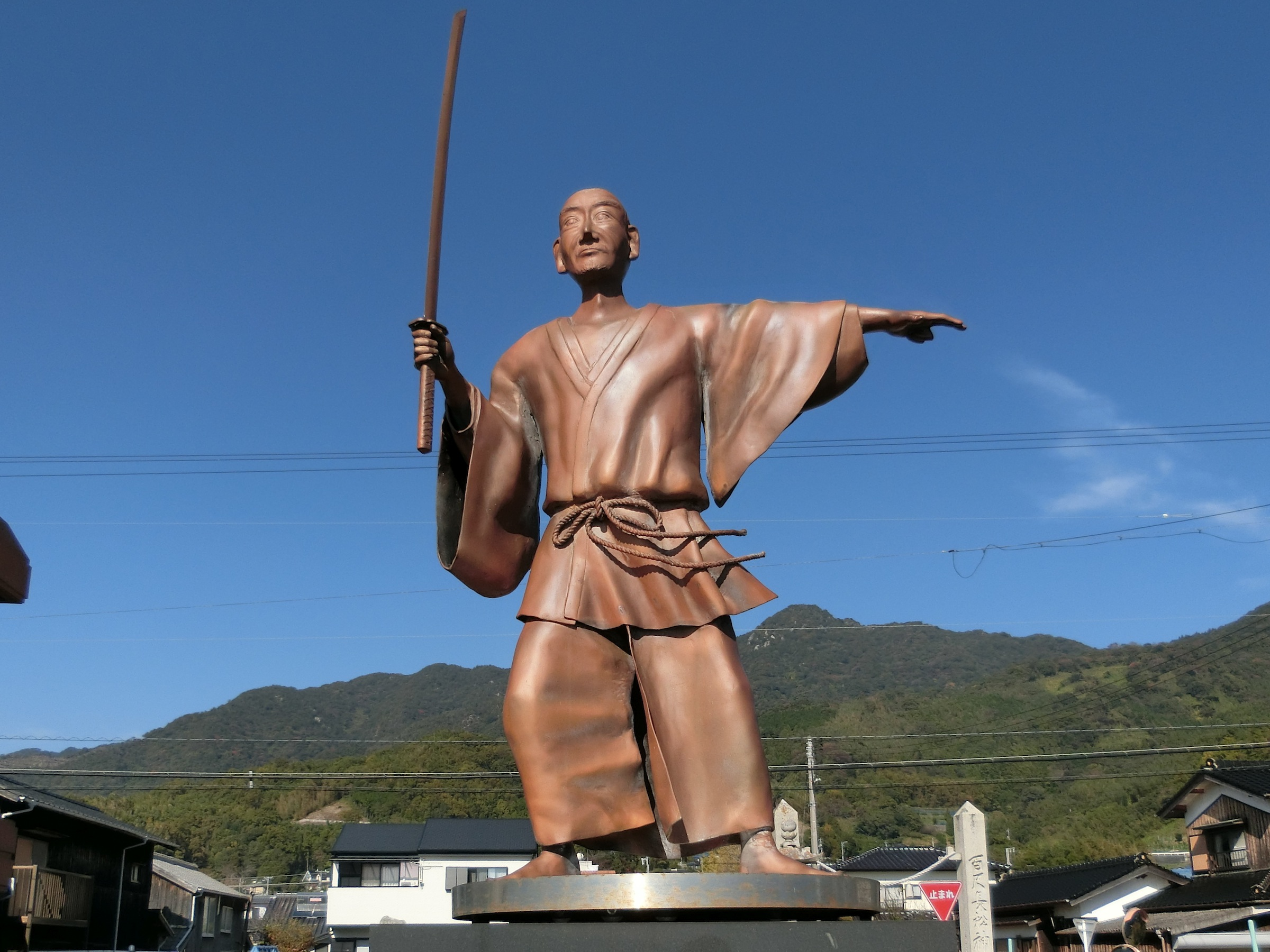
月性の像

月性（げっしょう、文化14年9月27日（1817年11月6日） - 安政5年5月11日（1858年6月21日））は、江戸時代末期（幕末期）の尊皇攘夷派の僧。周防国大島郡遠崎村（現在の山口県柳井市遠崎）、妙円寺（本願寺派）の住職。諱は実相。字は知円。号は清狂・烟渓・梧堂。贈正四位。

## 経歴
15歳のとき豊前国・肥前国・安芸国で漢詩文・仏教を学び、また京阪・江戸・北越を遊学し名士と交流した。長門国萩では益田親施・福原元僴・浦元襄などに認められ、吉田松陰、久坂玄瑞らとも親しかった。松蔭との付き合いは、松蔭が黒船への乗り込みに失敗し、萩の野山獄にいた頃からという。嘉永元(1848)年、月性が32歳の時に開いた私塾「清狂草堂(せいきょうそうどう)」は、「西の松下村塾、東の清狂草堂」と並び称され、多くの門人を輩出している。久坂玄瑞も一時期、ここで学んだ。月性は松陰より13歳年上になる。
安政3年（1856年）、西本願寺に招かれて上洛、梁川星巌・梅田雲浜などと交流し攘夷論を唱え、紀州藩へ赴き海防の説得にあたるなど、常に外寇を憂えて人心を鼓舞し、国防の急を叫んでいたので世人は海防僧と呼んでいた。長州の藩論を攘夷に向かわせるのに努めた熱血漢で、詩をよくした。「・・・人間到る処青山有り・・・」という言葉で有名な漢詩「将東遊題壁」（男児立志出郷関　学若無成死不還　埋骨豈期墳墓地　人間到処有青山）の作者としても名高い。
安政5年（1858年）5月、42歳で病死した。

## 関連施設
- 月性展示館・清狂草堂 - 妙円寺境内にある展示館と月性が開いた私塾跡[2]。同館に近い遠崎学習等供用会館（柳井市遠崎318番地1）[3]の前には月性の像が建つ。